# Virkesförråd

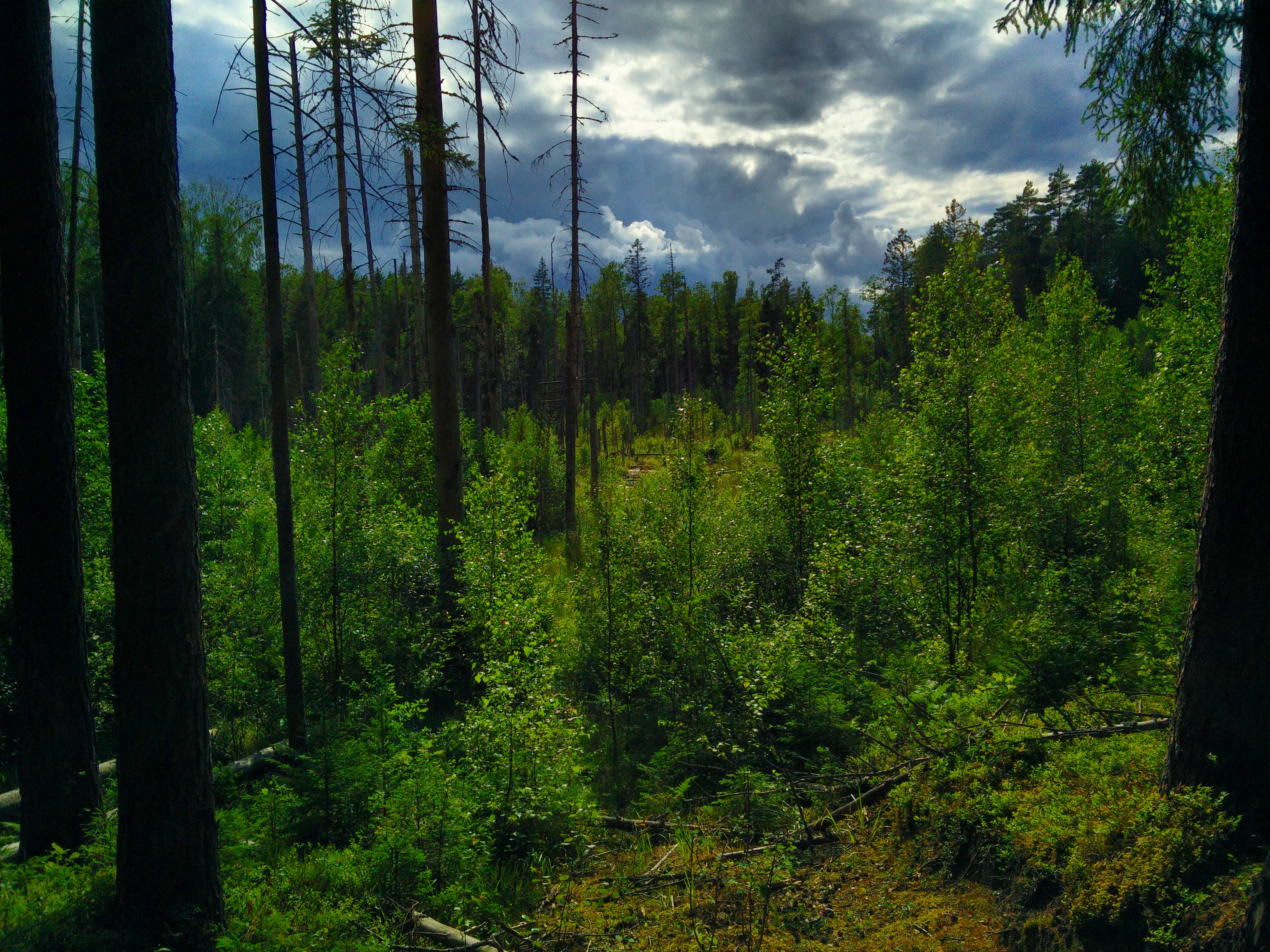
Träd i olika åldersklasser vid Jaunjelgava

Virkesförråd är en term som används för att beteckna ett skogbestånds volyminnehåll av ved. Virkesförråd anges i skogskubikmeter och relateras inte sällan till det aktuella beståndets areal. Virkesförrådet kan också mätas i ett bestånd, i en huggnings- eller åldersklass, på en fastighet, av ett visst trädslag, o.s.v.

## Beräkning av virkesförråd
Skogforsk har på sin hemsida ett enkelt verktyg för skogsägare som vill beräkna sitt virkesförråd. Utifrån det beräknade virkesförrådet kan till exempel en skogsfastighets värde beräknas.

## Statistik
Riksskogstaxeringen, SLU, svarar för att ta fram och redovisa officiell statistik för virkesförråd i Sverige. 2008 beräknades landets samlade virkesförråd till drygt tre miljarder kubikmeter 